# Plomada (ornitologia)

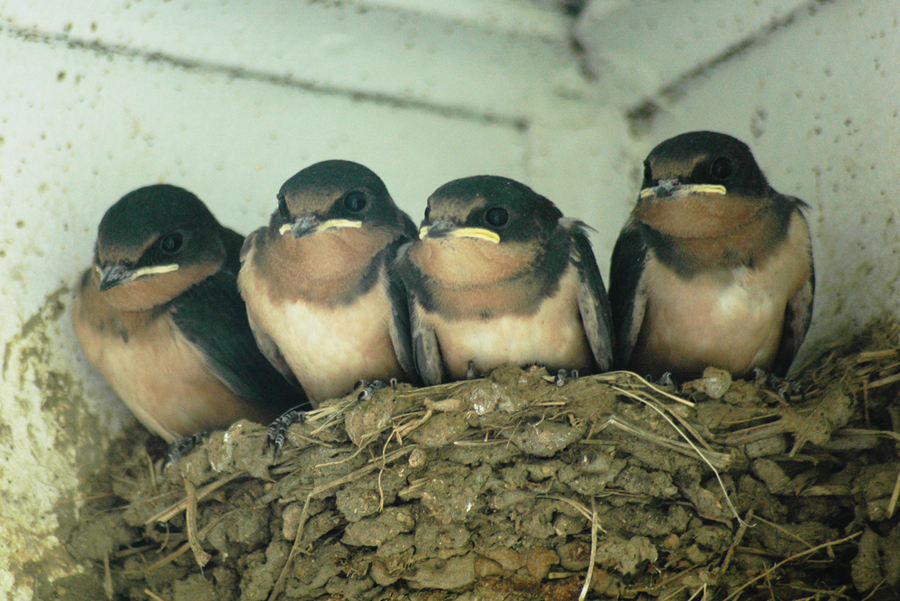
Joves orenetes comunes a punt d'abandonar el niu

Plomada és el procés pel qual els joves ocells adquireixen les plomes. En el sentit donat a la paraula anglesa "fledge", seria l'etapa de la vida d'un ocell, en què les plomes i els músculs de les ales estan prou desenvolupades com per a volar, o bé aquella etapa en què un ocell jove, completament desenvolupat per al vol, encara roman amb els seus pares. Un ocell jove que ha deixat el niu, però continua dependent dels pares per a la seva seguretat o alimentació rep el nom de poll volander.
El terme poll volander és més apropiat en el cas de les espècies nidícoles, en què el jove abandona el niu amb el seu primer vol, que no pas amb les espècies nidífugues en què l'abandonen en un estat físic menys desenvolupat.